# Указатели направлений и информационно-указательные знаки

Указатели направлений и информационно-указательные знаки — дорожные знаки согласно разделу «G» Венской конвенции о дорожных знаках и сигналах.
Являются обычно прямоугольными, однако могут иметь форму удлиненного, оканчивающегося стрелой прямоугольника, длинная сторона которого расположена горизонтально. Обозначения на знаках нанесены указаны белые цветом на темном фоне или темные обозначения на белом фоне. На указателях направлений, относящихся к автомагистралям, наносятся белые обозначения на синем или зелёном фоне. Знаки, обозначающие временные условия, такие, как дорожные работы, изменение направления движения или объезды, могут иметь оранжевый или жёлтый фон с обозначениями и надписями чёрного цвета.

## Примеры

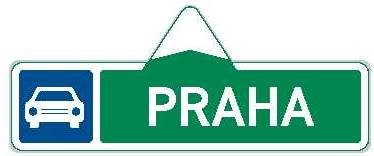